# 传说的斯塔菲 对决！黛尔海盗团
传说的斯塔菲 对决！黛尔海盗团是任天堂在2008年7月10日发售的任天堂DS用的平台游戏。《传说的斯塔菲》系列的第5作，亦是系列首款日本以外推出的遊戲。

## 介绍
剧情讲述斯塔菲为了帮助拉帕找回记忆而再次展开冒险，而斯塔菲和拉帕在游戏里可以发动各种变身技巧。
以及用NDS的无线通讯机能，可以让其他的玩家操作斯塔菲的妹妹斯塔碧，进行二人游戏。